# Laveranues Coles
Pour les articles homonymes, voir Coles (homonymie).
(en) Statistiques sur pro-football-reference
Laveranues Coles est un joueur américain de Football américain né le 29 décembre 1977 à Jacksonville (Floride).
Drafté par les Jets, Coles y jouera 4 saisons avant de rejoindre les Redskins de Washington pour 2 saisons, avant de retourner avec les Jets.
En 2009 il rejoint les Bengals de Cincinnati.